# Regió H II

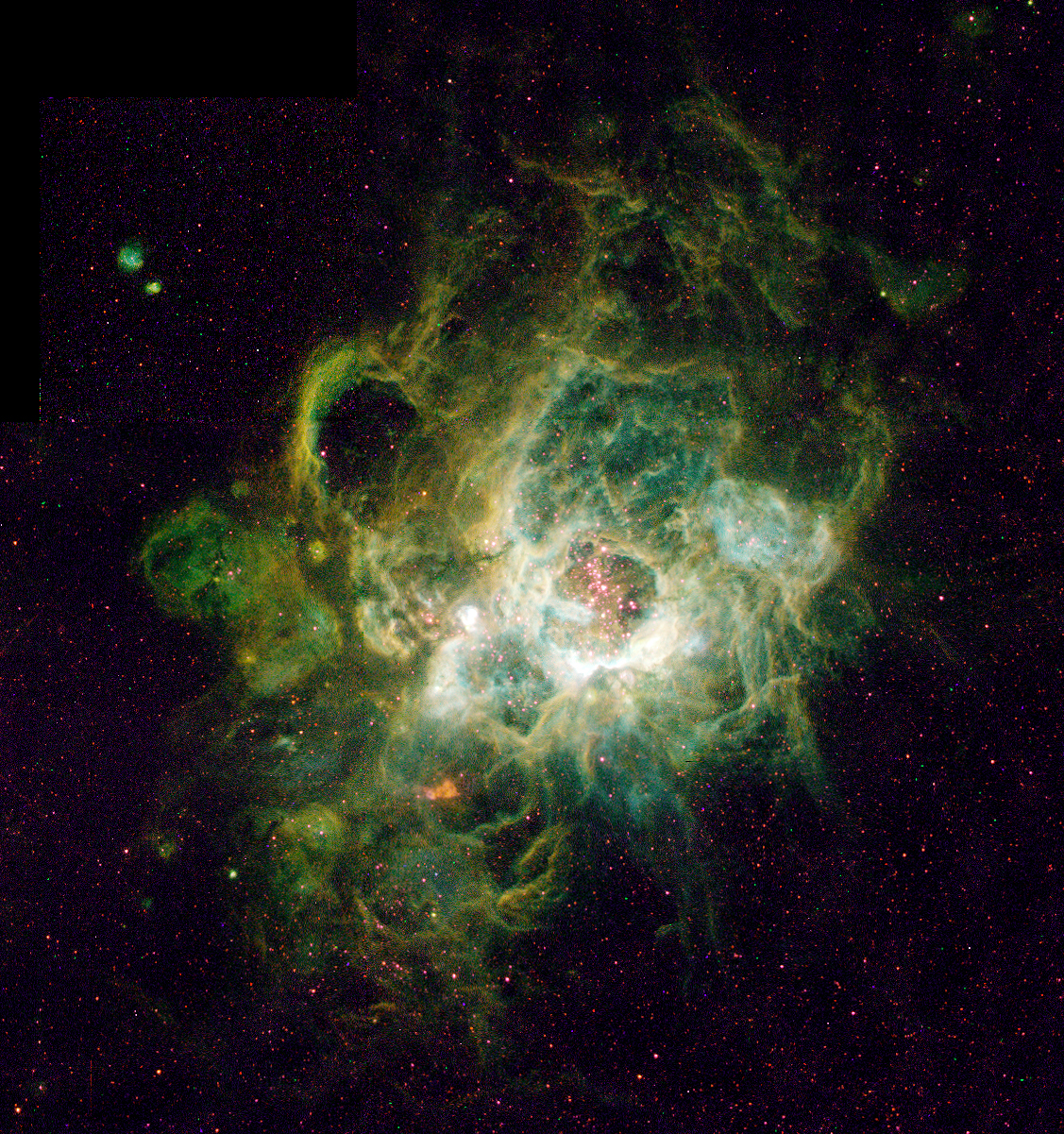
NGC 604, una regió II gegant a la galàxia del Triangle

Una regió H II és un núvol de gas ionitzat, fonamentalment hidrogen i heli, amb traces de nitrogen, oxigen, neó, i sofre, localitzat a prop d'estels massius de classe espectral O. En aquests núvols brillants de gas i plasma, que poden mesurar centenars d'anys llum de diàmetre, existeix un procés de formació estel·lar. Les estrelles joves calentes i blaves que s'han format a partir d'aquest gas emeten grans quantitats de llum ultraviolada, ionitzant la nebulosa que les envolta.
Les regions H II poden veure néixer milers d'estrelles en un període d'alguns milions d'anys. Finalment, les explosions de supernova i els vents estel·lars que produeixen les estrelles més massives del cúmul estel·lar resultant dispersaran els gasos de la regió H II i quedarà un cúmul com el de les Plèiades.
Les regions H II s'anomenen així per la gran quantitat d'àtoms d'hidrogen ionitzats que contenen, anomenades H II pels astrònoms (regió H I amb àtoms d'hidrogen neutre, i H₂ amb hidrogen molecular). Les regions H II es poden veure a considerables distàncies en l'univers, i l'estudi de les regions H II extragalàctiques és important en la determinació de la distància i els components químics d'altres galàxies.

## Observacions

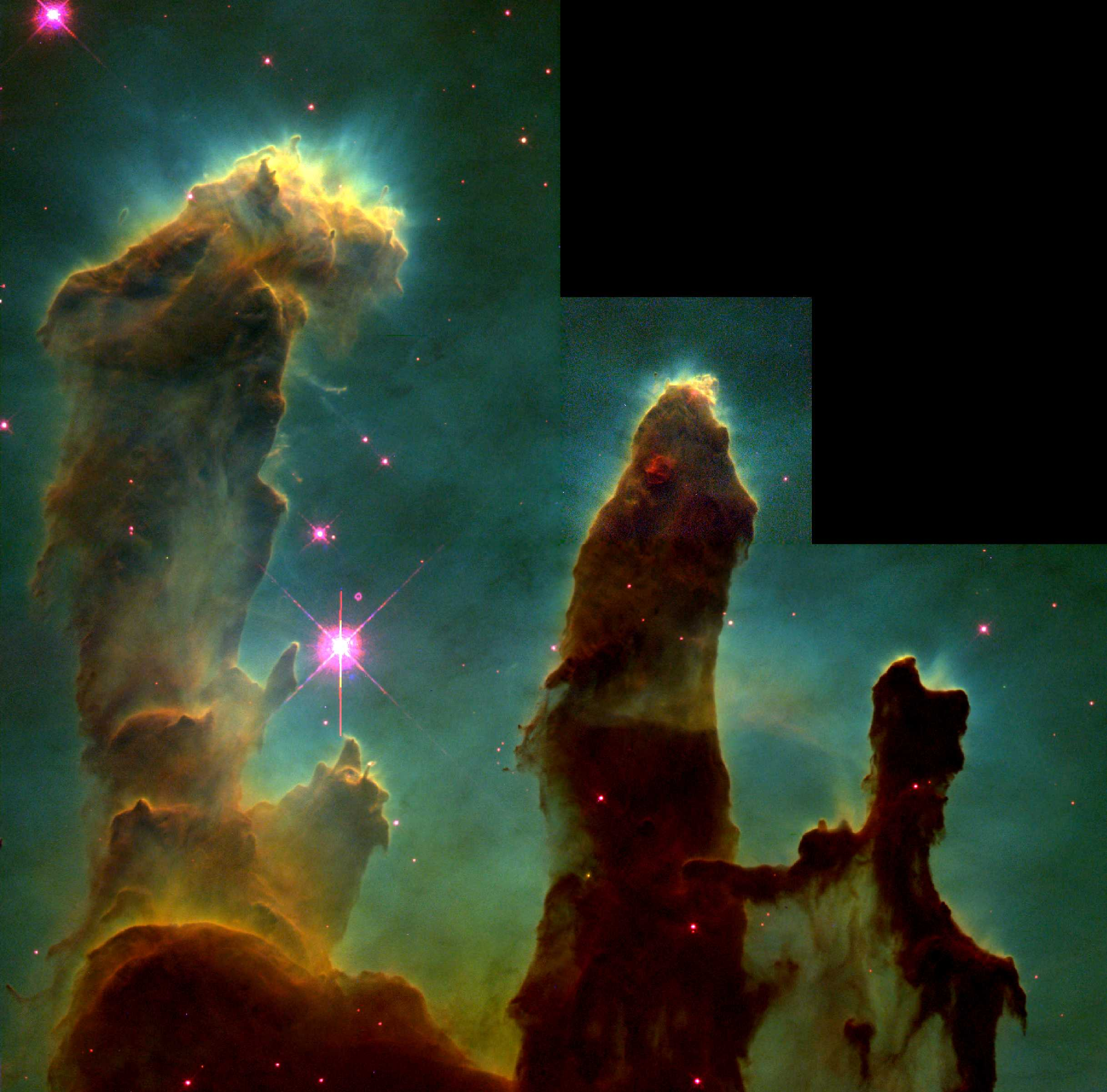
Regions de formació estel·lar fosca en la nebulosa de l'Àliga

Només unes poques regions H II molt brillants es poden veure a ull nu. No obstant això, sembla que abans de l'invent del telescopi a principis del segle xvii ningú no les identificà. Fins i tot Galileu no veié la nebulosa d'Orió quan observà el cúmul estel·lar on es troba. L'observador francès Nicolas-Claude Fabri de Peiresc observà la nebulosa d'Orió el 1610. Des de llavors, s'han observat un gran nombre de regions H II a la nostra galàxia i en d'altres.
William Herschel observà la nebulosa d'Orió el 1774, i la descrigué com una broma ardent amorfa, material caòtic de futurs sols. La confirmació d'aquesta hipòtesi va arribar cent anys després, quan William Huggins (amb l'ajut de la seva dona Mary Huggins) observà amb el seu espectroscopi diverses nebuloses. Algunes, com la nebulosa d'Andròmeda, tenia un espectre força similar al de les estrelles, i deduí que es tractava de galàxies amb centenars de milions d'estrelles individuals. D'altres tenien un aspecte molt diferent, en comptes d'un espectre continu amb línies d'absorció sobreposades, la nebulosa d'Orió i altres objectes similars mostraven només un petit nombre de línies d'emissió. La més brillant d'aquestes línies fou d'una longitud d'ona de 500,7 nanòmetres, que no correspon amb una línia d'un element químic conegut. En un primer moment, es pensà la hipòtesi que la línia podia ser deguda a un element desconegut, que es va anomenar nebuli; una idea similar conduí al descobriment de l'heli amb l'anàlisi de l'espectre del Sol el 1868.
No obstant això, mentre l'heli s'aïllà a la Terra poc després del descobriment en l'espectre del Sol, el nebuli no. A principi del segle xx, Henry Norris Russell proposà que, en comptes de ser un nou element, la línia a 500,7 nm era deguda a un element freqüent en condicions poc freqüents.
Els físics mostraren el 1929 que, en gasos a densitats extremadament baixes, els electrons excitats poden ocupar nivells d'energia metaestables que ràpidament seran desexcitats per les col·lisions dins d'un gas de densitat més elevada. Les transicions d'electrons des d'aquests nivells en oxigen doblement ionitzat arriba a la línia 500,7 nm. Aquestes línies espectrals, que només es poden veure en gasos amb molt baixa densitat, s'anomenen línies prohibides. Les observacions espectroscòpiques mostren que les nebuloses es van formar a partir de gas extremadament rarificat.
Durant el segle xx, les observacions mostren que les regions H II contenen sovint estrelles calentes i brillants. Aquestes estrelles són moltes vegades molt més massives que el Sol, i són les estrelles amb la vida més curta, amb una vida d'uns pocs milions d'anys (comparada amb estrelles com el Sol, que viuen més de mil milions d'anys). Per tant, se suposa que les regions H II deuen ser regions on s'estan formant noves estrelles. Durant un període d'alguns milions d'anys, un cúmul d'estrelles es formarà d'una regió H II; abans, la pressió de radiació de les noves estrelles fa que la nebulosa es dispersi. Les Plèiades són un exemple d'un cúmul que ha expulsat la regió H II que la va formar. Només queda una traça de la nebulositat de reflexió.

## Origen i evolució

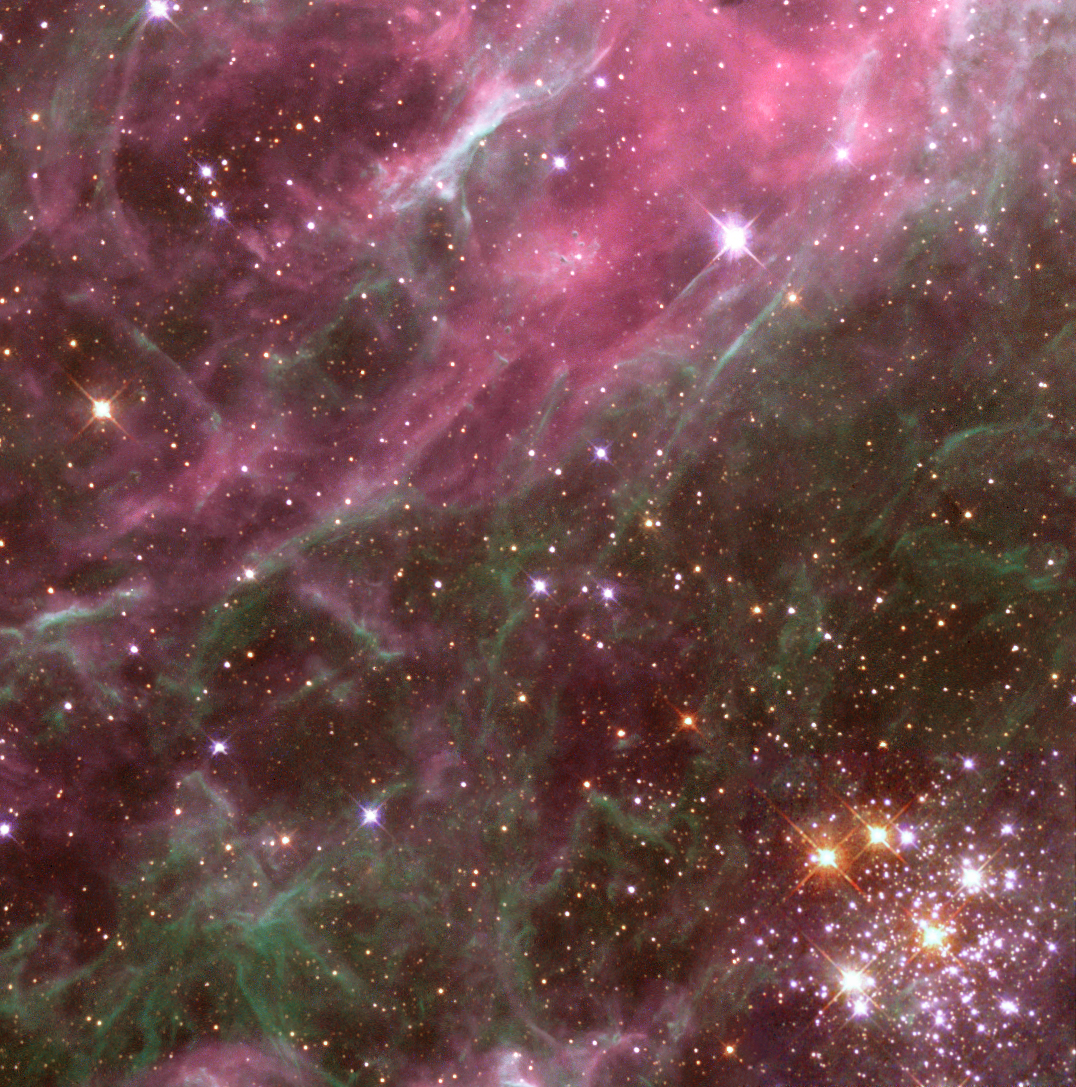
Una petita porció de la nebulosa de la Taràntula, una regió H II gegant del gran núvol de Magallanes

El precursor d'una regió H II és un núvol molecular gegant. Es tracta d'un núvol molecular molt fred (10–20 K) i format majorment per hidrogen molecular. El núvols moleculars gegants poden existir en estats estables durant llargs períodes, però ones de xoc provinent de supernoves, col·lisions entre núvols, i interaccions magnètiques poden provocar el col·lapse d'una part del núvol. Llavors, mitjançant un procés de col·lapse i fragmentació del núvol, es produeix el naixement d'estrelles.
Les estrelles més massives nascudes dins el núvol molecular arribaran a temperatures prou altes com per a ionitzar el que les envolta. Poc després de la formació d'un camp de radiació ionitzant, els fotons energètics creen un front de ionització, que escombra el gas dels voltants a velocitats supersòniques. El front de ionització s'anirà alentint com més gran serà la distància que el separarà de l'estrella que l'ha provocat, mentre la pressió del gas acabat de ionitzar provoca l'expansió del volum ionitzat. De mica en mica, el front de ionització s'alenteix fins a velocitats subsòniques, i és assolit pel front de xoc causat per l'expansió de la nebulosa. Ha nascut la nova regió H II.
La vida d'una regió H II és de l'ordre d'uns pocs milions. La pressió de radiació de les estrelles joves calentes expulsarà el gas de mica en mica. De fet, tot el procés tendeix a ser molt ineficient, amb menys d'un 10 per cent del gas de la regió H II formarà estrelles i la resta es perdrà. Les explosions de supernova de les estrelles més massives també contribuiran a la pèrdua de gas, fet que succeirà tan sols al cap d'1 o 2 milions d'anys.

## Viver d'estrelles

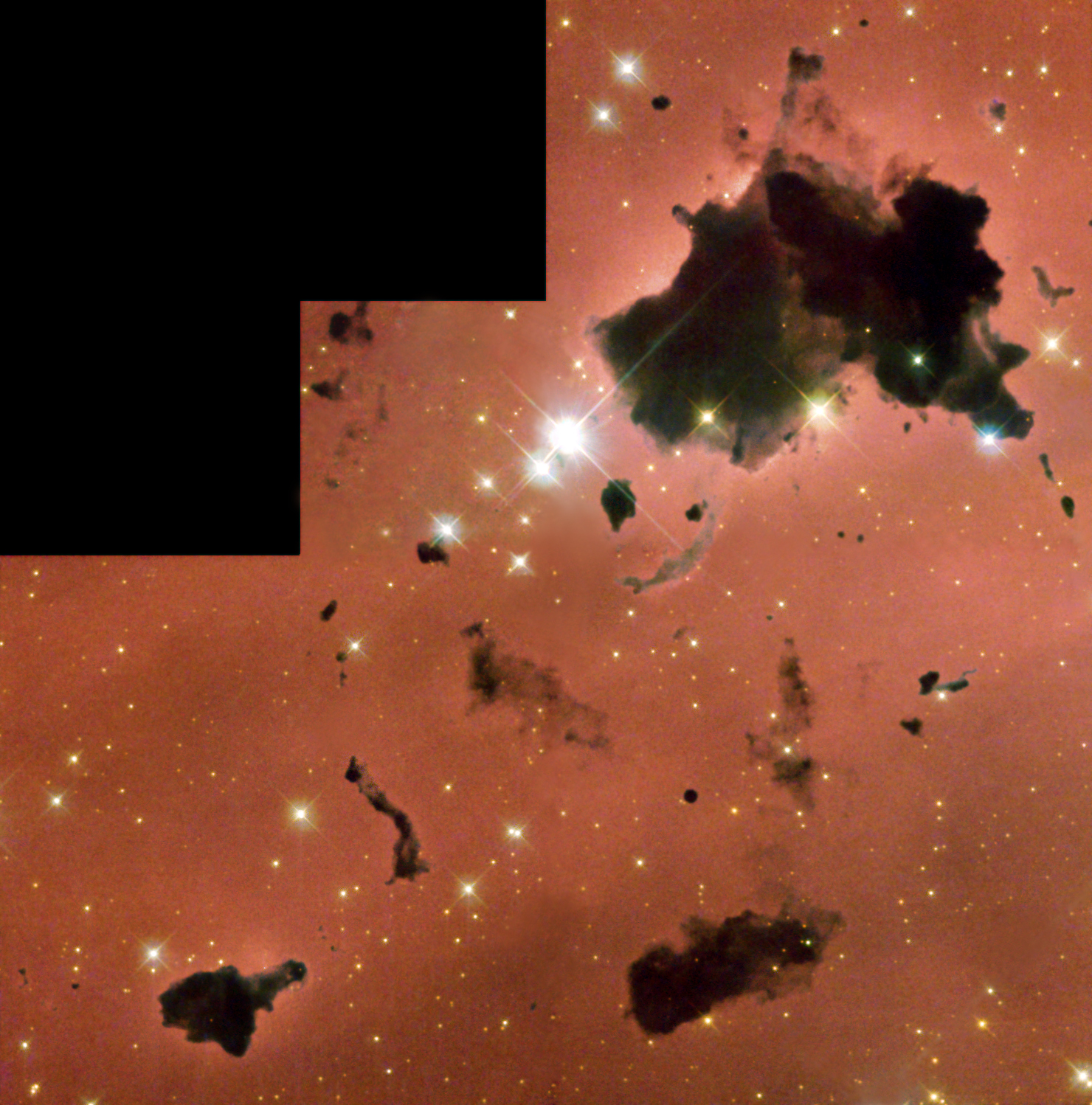
Glòbul de Bok a la regió H II IC 2944

El naixement de les estrelles dins d'una regió H II no és visible pels densos núvols de gas i pols que envolten les noves estrelles. Només les podem observar quan la pressió de radiació de les estrelles expulsa l'embolcall de gas i pols. Abans d'això, es poden observar les siluetes de les denses regions que contenen estrelles en formació per contrast amb la resta de la nebulosa ionitzada; aquests espais foscos es coneixen com a glòbuls de Bok i deuen el nom a l'astrònom Bart Bok, que va proposar el 1940 que aquests llocs podrien ser llocs de naixement estel·lar.
La confirmació de la hipòtesi de Bok va arribar al 1990, quan les observacions infraroges van penetrar la capa de pols dels glòbuls de Bok per a revelar els joves objectes estel·lars que hi havia dins. Actualment, es pensa que un glòbul de Bok conté unes 10 masses solars de material en una regió d'aproximadament un any llum de diàmetre, i que un glòbul de Bok normalment forma un sistema d'estrelles doble o múltiple.
A més de ser el lloc de naixement d'estrelles, les regions H II mostren evidències de contenir sistemes planetaris. El telescopi espacial Hubble ha revelat centenars de discs protoplanetaris en la nebulosa d'Orió. Com a mínim, la meitat de les estrelles joves de la nebulosa d'Orió semblen estar envoltades de discs de gas i pols, i es pensa que contenen molta més matèria de la necessària per a crear el seu propi sistema planetari.

## Característiques

### Característiques físiques
Les regions H II presenten gran variabilitat en les seves propietats físiques. En mida, varien des de les anomenades regions ultracompactes possiblement de tan sols un any llum o menys de diàmetre, fins a regions H II gegants, de centenars d'anys llum de diàmetre. La seva mida també es coneix com el radi de Stromgren i essencialment depèn de la intensitat de la font de fotons ionitzants i de la densitat de la regió. Les seves densitats varien des d'un milió de partícules per cm³ de les regions H II ultracompactes fins a tan sols unes quantes partícules per cm³ en les regions més grans i esteses. Això implica masses totals entre 10² i 10⁵ masses solars.
Depenent de la mida, una regió H II pot contenir fins a alguns milers d'estrelles. Això fa les regions H II molt més complicades d'entendre que les nebuloses planetàries, que només tenen una font central ionitzant. Normalment, les regions H II tenen temperatures de l'ordre de 10.000 K. Estan majoritàriament ionitzades, i el gas de plasma ionitzat pot contenir camps magnètics d'una força de desenes de microgauss (alguns nanotesles). Els camps magnètics es produeixen per càrregues elèctriques en moviment en el plasma, i algunes observacions han suggerit que les regions H II també contenen camps elèctrics.
Químicament, les regions H II consisteixen en un 90% d'hidrogen. La línia d'hidrogen més forta a 656,3 nm dona a les regions H II el seu característic color vermell. La major part de la resta de la regió H II consisteix en heli, amb traces d'elements més pesants. S'ha trobat que en la galàxia, la quantitat d'elements pesants de les regions H II decreix amb l'increment de la distància del centre galàctic. Aquest fet és a causa del fet que, al llarg de la vida de les galàxies, les taxes de formació estel·lar ha estat més grans i denses en les regions centrals, fent més gran l'enriquiment del medi interestel·lar amb els productes de la nucleosíntesi.

### Nombre i distribució

Fils de regions H II vermelles delimiten els braços de la galàxia del Remolí

Les regions H II es troben només en galàxies espirals com la nostra i en galàxies irregulars. No s'han vist mai en galàxies el·líptiques. En les galàxies irregulars, es poden trobar per tota la galàxia, però en les galàxies espirals es troben quasi sempre en els braços espirals. Una galàxia espiral gran pot contenir milers de regions H II.
Les raons per les quals les regions H II no es veuen en galàxies el·líptiques és perquè es pensa que les galàxies el·líptiques es formen a partir d'unions de galàxies. En els cúmuls de galàxies són freqüents aquestes unions. Quan es produeix una col·lisió entre galàxies, pràcticament mai col·lideixen les estrelles individuals, però les regions H II i el GMC de les galàxies col·lidides es veuen molt agitats. Sota aquestes condicions, es provoca un esclat de formació estel·lar tan ràpida que la major part del gas es converteix en estrelles per sobre del 10 per cent, i fins i tot menys, normal. Les galàxies que tenen aquesta formació estel·lar tan ràpida es coneixen com a galàxies starburst. La galàxia el·líptica que sorgeix després de la fusió té un contingut en gas molt baix, i per tant, ja no es poden formar regions HII. Observacions recents han mostrat que un nombre molt petit de regions HII es troben també fora de galàxies. Aquestes regions HII intergalàctiques són, probablement, romanents de disrupcions de marea de petites galàxies.

### Morfologia
Les regions HII presenten una enorme variabilitat de mides. Cada estrella d'una regió HII ionitza una regió aproximadament esfèrica, coneguda com a esfera de Ströngren, del gas que l'envolta, però la combinació de les esferes de ionització de múltiples estrelles dins de la regió HII i l'expansió de la nebulosa escalfada dels gasos que l'envolten amb alts gradients de densitat donen lloc a formes complexes. Les explosions de supernova poden esculpir regions HII. En alguns casos, la formació d'un gran cúmul d'estrelles dins una regió HII provoca un buit en el seu interior. Aquest és el cas de NGC 604, una regió HII gegant de la galàxia del Triangle.

## Regions HII remarcables
Com a regions H II remarcables, hi podem trobar la nebulosa d'Orió, la nebulosa de la Quilla, i el complex Berkeley 59/Cepheus OB4. La nebulosa d'Orió, que es troba a una distància d'aproximadament 1.500 anys llum, és part d'un núvol molecular gegant que, si fos visible, ompliria la constel·lació d'Orió. La nebulosa del Cap de cavall i l'anell de Barnard són unes altres dues parts il·luminades d'aquest núvol de gas.
El Gran Núvol de Magalhães, una galàxia satèl·lit de la Via Làctia, conté una regió H II gegant anomenada nebulosa de la Taràntula. Aquesta nebulosa és molt més gran que la nebulosa d'Orió, i està formant milers d'estrelles, algunes amb masses 100 vegades la massa del nostre Sol. Si la nebulosa de la Taràntula estigués a prop de la Terra com la nebulosa d'Orió, brillaria tant com la lluna plena al cel nocturn. La supernova SN 1987A va aparèixer als afores de la nebulosa de la Taràntula.
La nebulosa NGC 604 és, fins i tot, més gran que la nebulosa de la Taràntula, amb quasi 1.300 anys llum de diàmetre, encara que conté menys estrelles. Es tracta d'una de les regions H II més gran del grup Local.

## Estudis actuals de les regions H II

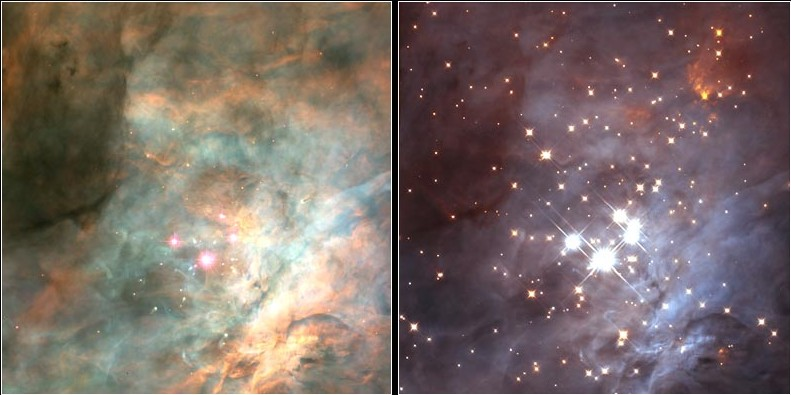
Imatges òptiques revelen núvols de gas i pols a la nebulosa d'Orió; una imatge en infraroig (dreta) revela la lluentor de les seves noves estrelles

Igual que amb les nebuloses planetàries, la determinació de l'abundància d'elements en les regions H II està subjecta a certa incertesa. Hi ha dues maneres diferents de determinar l'abundància de metalls (és a dir, altres elements diferents de l'hidrogen i l'heli) en les nebuloses, que es basa en diferents tipus de línies espectrals. A vegades, es poden veure grans discrepàncies en els resultats derivats dels dos mètodes. Alguns astrònoms atribueixen aquest fet a les petites fluctuacions de temperatura a les regions H II; d'altres opinen que les discrepàncies són massa grans per a explicar-se per efecte de la temperatura, i fan la hipòtesi de l'existència de nusos freds que contindrien molt poc d'hidrogen per a explicar les observacions.
Els processos de formació estel·lar massiva en les regions H II no són del tot coneguts. Dos grans problemes impedeixen la recerca en aquesta àrea. El primer, la considerable distància de la Terra a les grans regions H II; la regió H II més propera es troba a uns 1.000 anys llum; un altre, la formació d'aquestes estrelles es troba enfosquida per la pols, cosa que fa impossible l'observació amb llum visible. Les freqüències de ràdio i infraroges poden penetrar la pols, però és possible que les estrelles més joves no emetin massa llum en aquestes longituds d'ona.